# Térébrant marin
Pour l’article homonyme, voir Térébrant.
Deux groupes d'organismes marins (des mollusques et des crustacés) sont dits térébrant marins car ils peuvent à échelle macroscopique percer, creuser et dégrader les bois immergés voire des roches dures. 
Parmi eux on connaît 
- des mollusques bivalves dits « tarets », des genres Teredo, Bankia et Nausitora de la famille des Teredinidae.
- des mollusques bivalves dits « pholades », des genres Martesia et Pholas, de la famille des Pholadidae qui peuvent creuser des roches calcaires dures.
- de petits crustacés, de la famille des Limnoriidae, dont seules quelques espèces font des dégâts.

Dans les eaux froides, les tarets ne produisent qu'une génération par an et dépassent rarement 20 cm. Leur croissance est réputée ralentie ou bloquée en hiver, mais des scientifiques russes ont observé en mer Blanche dans la baie Kovdosk, Lomnoria lignorum, pondre de 12 à 20 voire 25 œufs par femelle dans des eaux à 8 ou 10 °C (sans indication sur leur fécondation). Les térébrants marins ne vivent que dans les eaux salées. On peut les croire absents quand on ne les trouve pas près de la surface où stagnent des eaux plus douces, mais ils peuvent être présents en profondeur sur des troncs coulés, des épaves ou encore des déchets de scieries là où l’eau est plus dense et salée, à 5 à 7 mètres de profondeur ou plus. 
En zone tropicale, ils croissent plus rapidement et peuvent atteindre un mètre de long. Ils y font des dégâts importants et coûteux dans les ports où, pour cette raison, le béton et l'acier sont de plus en plus utilisés à la place du bois.
Les fossiles de térébrants marins sont nombreux, notamment étudiés au XIXe siècle par Gérard Paul Deshayes.
Les antifoulings visent à détruire ces espèces sur les coques ou objets immergés.

## Tarets
Chez les Teredinidae, deux siphons rétractiles situés à l’arrière du corps aspirent et éjectent l'eau de mer dont les éléments nutritifs (plancton essentiellement) sont filtrés et consommés par l’animal.  En cas de danger ou de mise hors d’eau, ou d’exposition à l’eau douce, deux opercules calcaires colmatent ces siphons, permettant une survie hors de l'eau de mer de quelques jours à quelques semaines selon la température et l'humidité du bois. La larve nage librement, généralement issue d’une fécondation au hasard des ovules par des spermatozoïdes également expulsés dans l’eau. Quelques espèces ont des larves moins nombreuses, mais qui grandissent dans le corps des femelles. Les galeries sont plutôt parallèles au fil du bois

## Pholades
Les Pholadidae (nom vernaculaire : pholades) ressemblent plus aux bivalves communs, surtout pour le genre Martesia (ex : Martesia striata), fréquent sur les littoraux tropicaux, qui n’atteint que 4 cm, ne produit que de courtes galeries, mais dont chacune sera prolongée par la génération suivante. 
Les pholades creusent le bois, mais aussi des roches dures (crayeuses en général) sur la frange littorale basse.

## Crustacés
Les crustacés dits xylophages sont moins dépendants de leur support que les tarets et les pholades. Ils explorent leur environnement pour trouver d’autres habitats marins. Ils creusent le bois très lentement, mais efficacement, toujours dans ses parties périphériques, à la différence des tarets qui s’enfoncent dans le bois en suivant plutôt le sens du fil.
Les Limnoriidae (nom vernaculaire : « limnorie » ou « gribble ») sont les plus connus. Ce sont des isopodes de 3 à 5 mm, aplatis et pouvant s'enrouler sur eux-mêmes, comme les cloportes le font sur terre.
Les isopodes du genre Sphaeroma (pillbugs) sont plus grands, atteignant le centimètre, de forme plus arrondie que les limnories, et également capables de s'enrouler en boule. Leurs galeries ne sont profondes que de 1 à 3 cm, mais peuvent être assez nombreuses pour rapidement causer des dommages importants aux bois immergés.
D’autres crustacés vivent dans le bois, quoique sans y provoquer de dégâts significatifs.